# Rödinghausen
Rödinghausen (en bajo alemán: Ränghiusen) es un municipio alemán perteneciente al distrito de Herford, situado en la región de Detmold del estado federado de Renania del Norte-Westfalia. En 2011 contaba con una población de 9784 habitantes.

## Galería

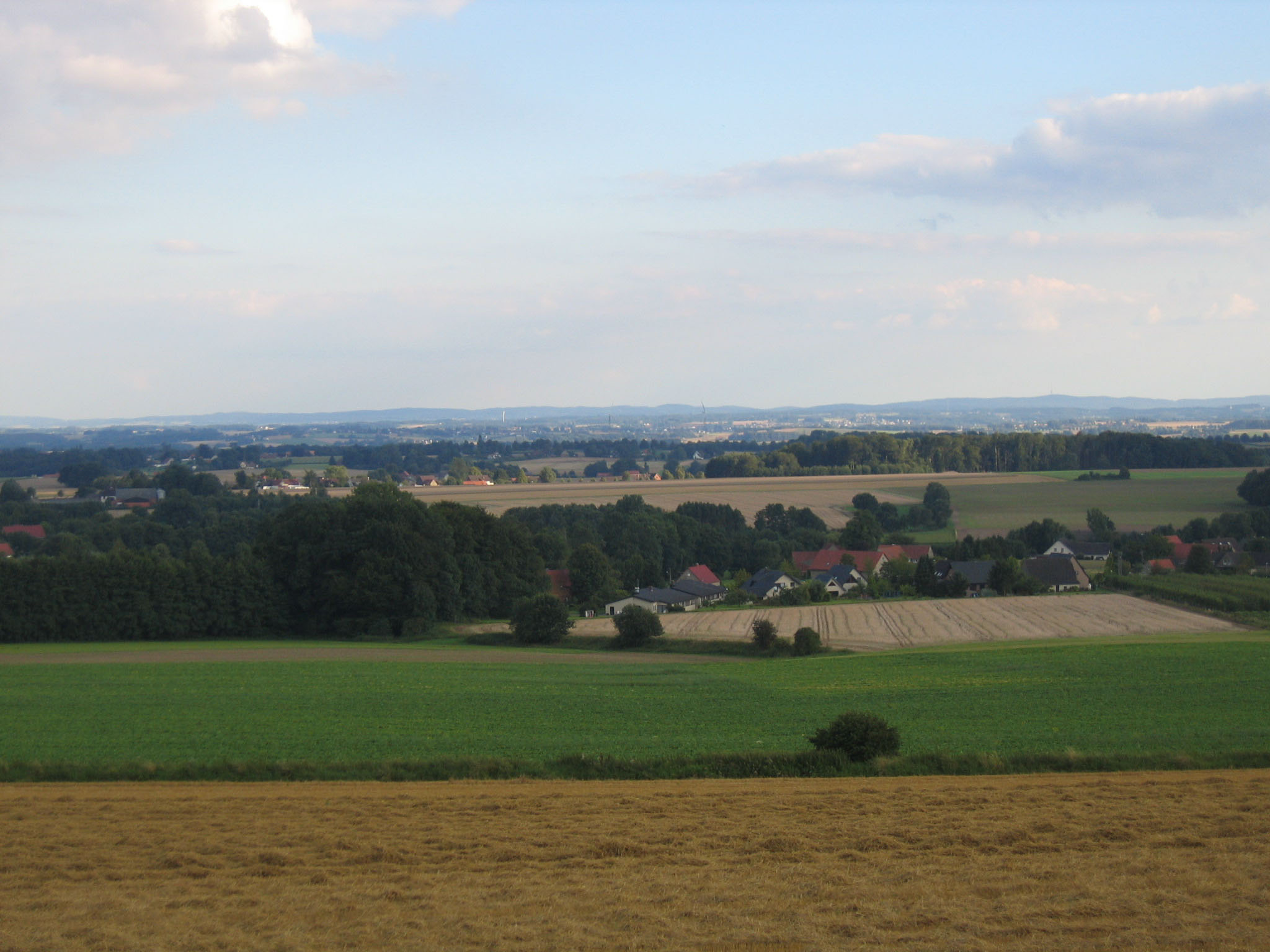
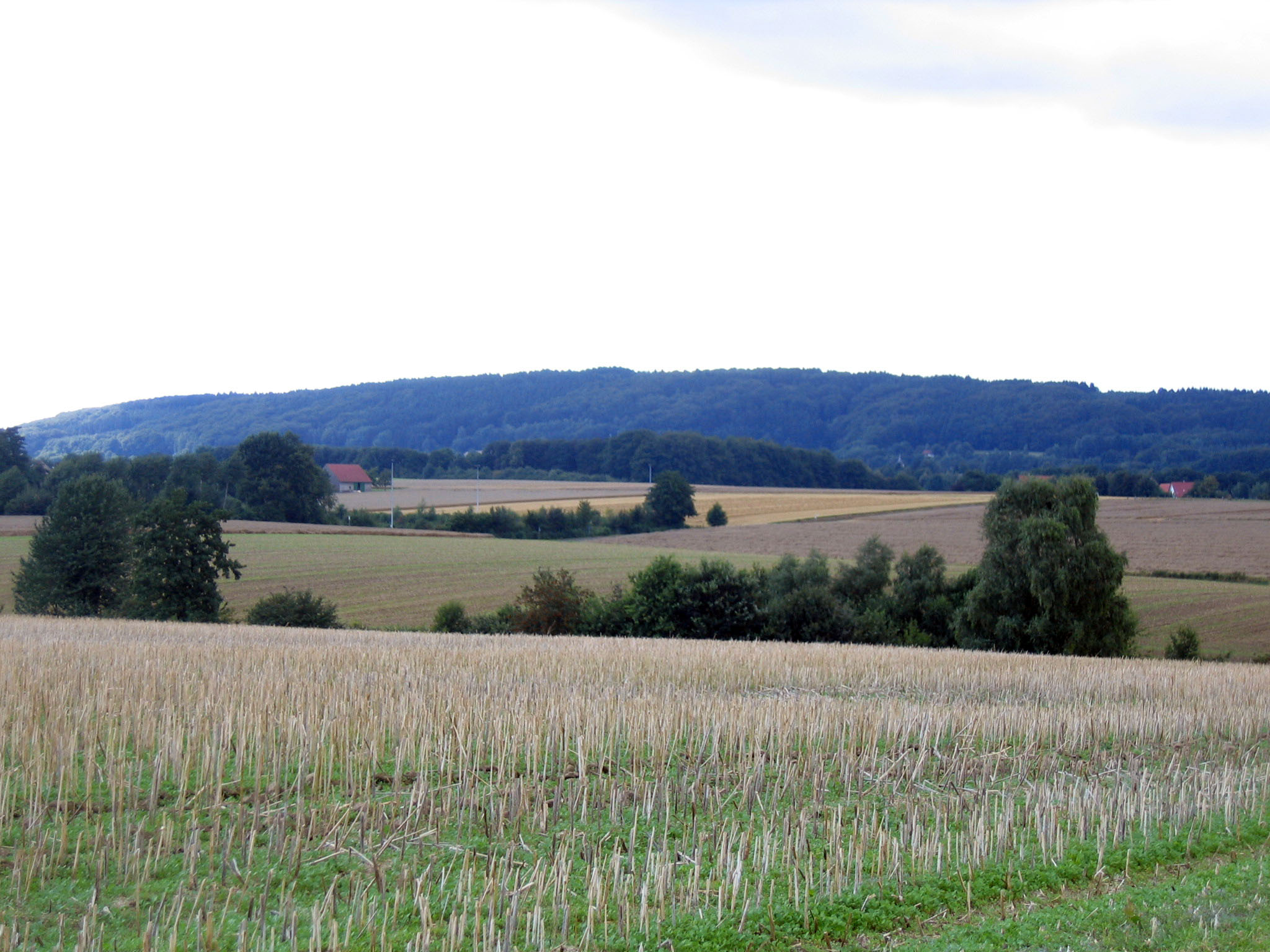
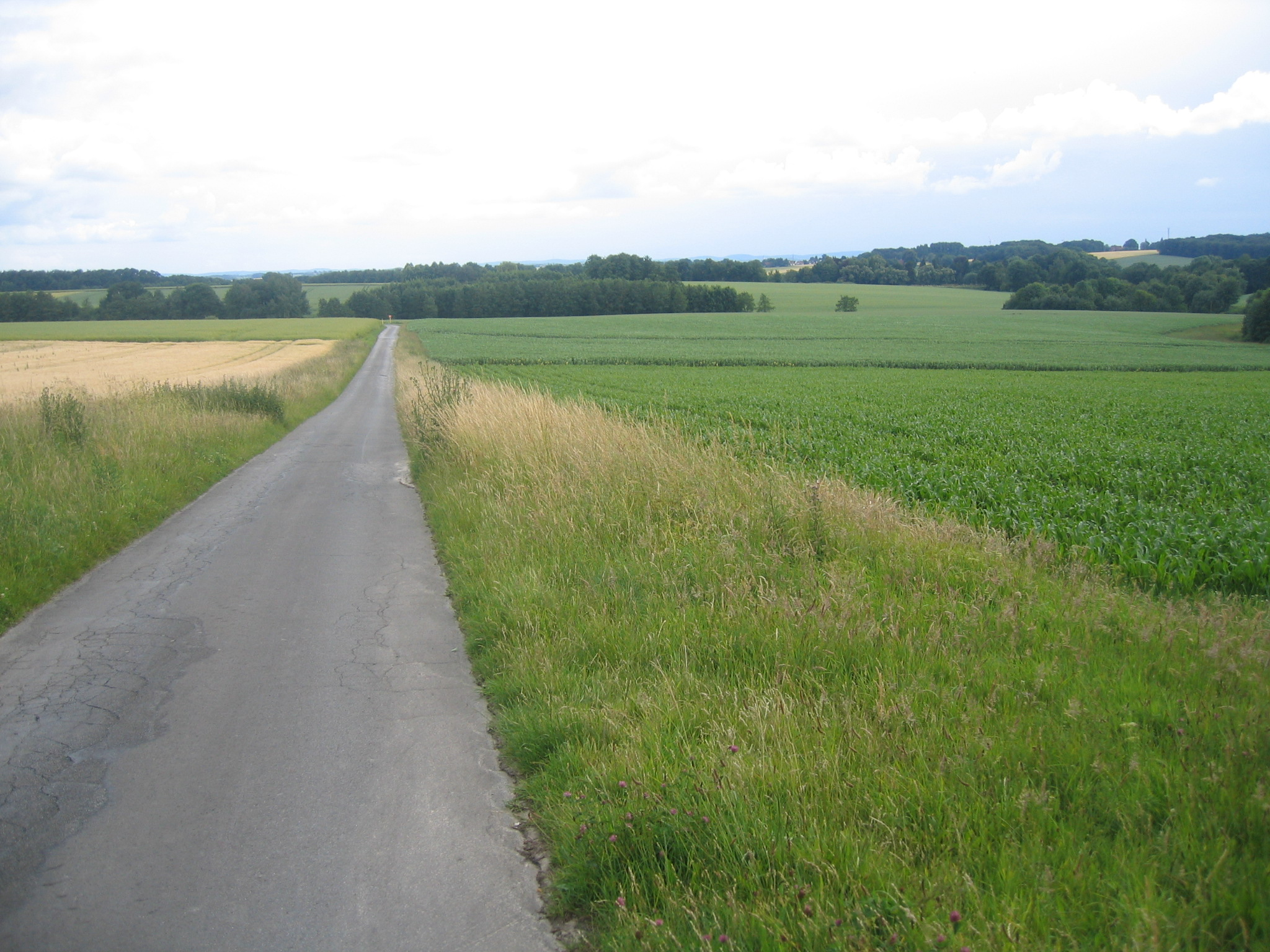

## Demografía
| Gráfica de evolución de Rödinghausen entre 1818 y 2020 |
|                                                        |

## Clima
De acuerdo a los datos de la tabla a continuación y a los criterios de la clasificación climática de Köppen modificada el clima de Rödinghausen es oceánico de tipo Cfb.
| Parámetros climáticos promedio de Rödinghausen | Parámetros climáticos promedio de Rödinghausen | Parámetros climáticos promedio de Rödinghausen | Parámetros climáticos promedio de Rödinghausen | Parámetros climáticos promedio de Rödinghausen | Parámetros climáticos promedio de Rödinghausen | Parámetros climáticos promedio de Rödinghausen | Parámetros climáticos promedio de Rödinghausen | Parámetros climáticos promedio de Rödinghausen | Parámetros climáticos promedio de Rödinghausen | Parámetros climáticos promedio de Rödinghausen | Parámetros climáticos promedio de Rödinghausen | Parámetros climáticos promedio de Rödinghausen | Parámetros climáticos promedio de Rödinghausen |
| Mes                                            | Ene.                                           | Feb.                                           | Mar.                                           | Abr.                                           | May.                                           | Jun.                                           | Jul.                                           | Ago.                                           | Sep.                                           | Oct.                                           | Nov.                                           | Dic.                                           | Anual                                          |
| ---------------------------------------------- | ---------------------------------------------- | ---------------------------------------------- | ---------------------------------------------- | ---------------------------------------------- | ---------------------------------------------- | ---------------------------------------------- | ---------------------------------------------- | ---------------------------------------------- | ---------------------------------------------- | ---------------------------------------------- | ---------------------------------------------- | ---------------------------------------------- | ---------------------------------------------- |
| Temp. media (°C)                               | 0.3                                            | 0.8                                            | 4.0                                            | 7.7                                            | 12.1                                           | 15.0                                           | 16.7                                           | 16.3                                           | 13.4                                           | 9.1                                            | 5.0                                            | 1.9                                            | 8.5                                            |
| Precipitación total (mm)                       | 65                                             | 52                                             | 53                                             | 52                                             | 57                                             | 65                                             | 80                                             | 82                                             | 62                                             | 64                                             | 55                                             | 64                                             | 751                                            |
| Días de lluvias (≥ 1 mm)                       | 19.6                                           | 16.8                                           | 14.4                                           | 15.6                                           | 15.6                                           | 14.2                                           | 17.7                                           | 17.6                                           | 14.9                                           | 16.0                                           | 19.3                                           | 19.9                                           | 201.6                                          |
| Fuente: Schüttler                              |                                                |                                                |                                                |                                                |                                                |                                                |                                                |                                                |                                                |                                                |                                                |                                                |                                                |

## Núcleos de población
El municipio se organiza a un nivel administrativo inferior mediante una división en 5 núcleos de población.
| Nombre         | Superficie |
| -------------- | ---------- |
| Rödinghausen   | 4,554 km²  |
| Bruchmühlen    | 6,798 km²  |
| Bieren         | 9,544 km²  |
| Ostkilver      | 7,926 km²  |
| Schwenningdorf | 7,449 km²  |
| Total          | 36,27 km²  |